# Szendehely, Nógrád
Szendehely (în germană Sende) este un sat în districtul Rétság, județul Nógrád, Ungaria, având o populație de 1.523 de locuitori (2011).

## Demografie
Componența etnică a satului Szendehely
     Maghiari (68,83%)
     Germani (27,17%)
     Romi (2,49%)
     Necunoscut (0,94%)
     Slovaci (0,56%)
     Alții (0,94%)
Componența confesională a satului Szendehely
     Romano-catolici (70,39%)
     Fără religie (7,16%)
     Reformați (3,94%)
     Luterani (1,97%)
     Necunoscută (15,89%)
     Atei (0,66%)
     Alte religii (0,92%)
Conform recensământului din 2011, satul Szendehely avea 1.523 de locuitori. Din punct de vedere etnic, majoritatea locuitorilor (68,83%) erau maghiari, existând și minorități de germani (27,17%) și romi (2,49%). Apartenența etnică nu este cunoscută în cazul a 0,94% din locuitori.  Din punct de vedere confesional, majoritatea locuitorilor (70,39%) erau romano-catolici, existând și minorități de persoane fără religie (7,16%), reformați (3,94%) și luterani (1,97%). Pentru 15,89% din locuitori nu este cunoscută apartenența confesională.